# Adolph Hjerton
Adolph Hjerton, född 25 augusti 1781, död 15 april 1841, var en svensk bokhållare. 
Hjerton var verksam som handelsbokhållare i Stockholm till början av 1840-talet, då han flyttade till Västervik. Han var en av stiftarna av Harmoniska Sällskapet 1820. Från 1823 spelade han även med Johan Mazer i "Djurgårdsbolaget". Hjerton invaldes som ledamot nummer 239 i Kungliga Musikaliska Akademien den 28 december 1822.